# Polonia Warszawa w sezonie 2010/2011
Sezon 2010/2011 to 84 sezon w historii Polonii Warszawa.

## Wprowadzenie
Sezon 2009/2010 Polonia zakończyła na 13. miejscu w Ekstraklasie, czym zapewniła sobie utrzymanie i występy w najwyższej polskiej lidze w kolejnym sezonie. Polonia odniosła wówczas 9 zwycięstw, 6 remisów i 15 porażek, co dało jej 33 punkty. Poloniści strzelili 25 goli, stracili 38. Wynik ten był efektem pracy czterech trenerów – Jacka Grembockiego, Dušana Radolskiego, Michała Libicha i José Bakero. Przed nowym sezonem z zespołu odeszli Filip Iwanowski, César Cortés i Tamás Kulcsár, zaś karierę zakończyli Igor Kozioł i Radosław Majdan. Ten drugi został rzecznikiem prasowym klubu. Ponieważ, jak zawsze za kadencji prezesa Józefa Wojciechowskiego celem Polonii było mistrzostwo Polski, zdecydowano się wzmocnić zespół. Za 200 tysięcy euro kupiono z Jagielloni Bruno, zaś na zasadzie wolnego transferu sprowadzono Arkadiusza Onyszkę, Dariusza Pietrasiaka, Jakuba Tosika, Patryka Rachwała, a także Euzebiusza Smolarka. Za 3,9 mln złotych kupiono z Ruchu Chorzów Artura Sobiecha, a za 2,7 jego klubowego kolegę, Macieja Sadloka. Ten drugi miał jednak dołączyć do drużyny dopiero w zimowym okienku transferowym. Mimo sporych wzmocnień pojawiły się jednak problemy – trener Bakero popadł w konflikt z Józefem Wojciechowskim, jednak uniknął zwolnienia, ale prezes zatrudnił w klubie, jako dyrektora do spraw sportowych, Pawła Janasa. Było to rozwiązanie tymczasowe, a Janas miał w późniejszym terminie zastąpić Bakero na stanowisku trenera, prawdopodobnie po zakończeniu sezonu. Wypadki potoczyły się jednak szybciej. Drugim kłopotem była poważna choroba Arkadiusza Onyszki, który miał być pierwszym bramkarzem zespołu.
Sponsorem technicznym zespołu pozostało duńskie przedsiębiorstwo Hummel, zaś sponsorem strategicznym deweloperska firma właściciela drużyny, Józefa Wojciechowskiego, J.W. Construction. Budżet klubu wynosi 40 mln zł i jest to czwarty pod względem wysokości budżet klubu piłkarskiego w polskiej lidze – większy mają Legia Warszawa – 65 mln zł, Lech Poznań – 50 mln zł i Wisła Kraków – 45 mln.
Polonia rozpoczęła sezon od zwycięstwa 2:0 z Górnikiem Zabrze i po pierwszych czterech kolejkach była liderem Ekstraklasy, jednak w piątej serii gier przegrała z Koroną 1:3 i zgodnie z przedmeczowymi zapowiedziami, trener Bakero został zwolniony. Jego następcą został Janas, jednak nie odniósł z drużyną sukcesów – wygrał zaledwie dwa mecze ligowe, przez co zespół spadł na 8. miejsce w tabeli, i po zakończeniu rundy jesiennej został zwolniony ze stanowiska, wracając na posadę dyrektora do spraw sportowych. Janasa zastąpił Holender Theo Bos, zaś poprzedni trener kilka dni po dymisji odszedł z klubu. Zdaniem niektórych ekspertów przyczyną kiepskich wyników Polonii pod wodzą Janasa był fakt, iż szkoleniowiec ten nie był akceptowany przez zespół.
Theo Bos swoją pracę z klubem z ulicy Konwiktorskiej 6 rozpoczął od zwycięstwa z Lechem Poznań w pierwszym meczu ćwierćfinału Pucharu Polski, potem jednak wiodło mu się gorzej – drużyna nie wygrała żadnego meczu ligowego (jeden remis, dwie porażki, w tym w derbach z Legią) oraz przegrała rewanż z Lechem 1:2 i odpadła z Pucharu Polski. W związku z tym Józef Wojciechowski 13 marca zwolnił holenderskiego szkoleniowca. Jego następcą został Piotr Stokowiec. Pierwszą decyzją personalną nowego trenera było zatrudnienie w sztabie szkoleniowym Marka Zuba i Macieja Nuckowskiego Jednakże w 22 marca 2011 na stanowisko trenera powołano Jacka Zielińskiego.
Polonia zajęła na koniec sezonu siódme miejsce, nie uzyskując kwalifikacji do europejskich pucharów. Z Pucharu Polski odpadła zaś w ¼ finału, po dwumeczu z Lechem Poznań.

## Taktyka
José Mari Bakero stosował ustawienie 4-1-4-1. Rolę obrońców pełnili za jego kadencji Tomasz Brzyski, Łukasz Skrzyński (który rywalizował o miejsce w składzie z Jodłowcem), Dariusz Pietrasiak i Radek Mynář. Defensywnym pomocnikiem był Andreu, którego zadanie polegało na wspieraniu obrońców i rozgrywaniu piłki. Dodatkowo, razem z dwoma środkowymi pomocnikami, Marcelo Sarvasem i Łukaszem Trałką miał odpowiadać za grę w środku pola. Między tymi trzema zawodnikami miało dochodzić do zamiany pozycjami, co utrudniało rywalom krycie linii pomocy Polonii. Atak spoczywał na wysuniętym napastniku, którym w pierwszych trzech meczach był Artur Sobiech, zaś w dwóch ostatnich – Euzebiusz Smolarek – którego wspomagali ofensywni skrzydłowi – Bruno i Adrian Mierzejewski. Paweł Janas początkowo przemeblował ustawienie, między innymi pozbył się z pierwszego składu Andreu, potem jednak powrócił do schematu z czasów swego poprzednika, zmieniając jedynie niektórych wykonawców – Bruno został zastąpiony przez Janusza Gancarczyka, Marcelo Sarvas przez Łukasza Piątka, Jodłowiec wygrał walkę o miejsce w pierwszym składzie ze Skrzyńskim, zaś kontuzja, jakiej Radek Mynář nabawił się w meczu z Polonią Bytom sprawiła, że jego miejsce na prawej obronie zajął Jakub Tosik. Do pierwszej jedenastki po dwóch spotkaniach powrócił także Andreu i w takim zestawieniu Polonia grała do końca rundy jesiennej. Trener Theo Bos po przejęciu zespołu zdecydował się na przemeblowanie ustawienia – 4-1-4-1 zamienił na 4-4-1-1, w ten sposób ustawił drużynę w rozgrywanych w Hiszpanii sparingach, a także w spotkaniu z Lechem. Jednak ustawienie to można łatwo przemeblować w 4-2-3-1 i bardzo możliwe jest, że Holender będzie stosował także i tę taktykę. Bos zmienił też pozycje niektórych zawodników – Mierzejewskiego przesunął z prawego skrzydła na ofensywną pomoc, Bruno z lewego skrzydła na prawe (jego miejsce na lewym zajął Gancarczyk), zaś Trałkę z linii pomocy na pozycję defensywnego pomocnika.

## Skład
| Nr | P  | Nar       | Imię i nazwisko      | Wiek | Od   | M   | G  | Do   | Koszt        | Uwagi                   |
| -- | -- | --------- | -------------------- | ---- | ---- | --- | -- | ---- | ------------ | ----------------------- |
| 1  | BR | Polska    | Michał Gliwa         | 22   | 2008 | 15  | 0  | 2012 | Groclin      |                         |
| 2  | PO | Czechy    | Radek Mynář          | 36   | 2008 | 61  | 2  | 2012 | Groclin      | Kapitan                 |
| 3  | ŚO | Polska    | Dariusz Pietrasiak   | 30   | 2010 | 18  | 1  | 2013 | Wolny        |                         |
| 5  | ŚO | Polska    | Piotr Dziewicki      | 31   | 2009 | 96  | 4  | 2010 | bd           | odszedł 31 grudnia 2010 |
| 5  | ŚO | Serbia    | Đorđe Čotra          | 26   | 2011 | 5   | 0  | 2013 | 300 tys. €   |                         |
| 6  | ŚO | Polska    | Tomasz Jodłowiec     | 25   | 2008 | 71  | 3  | 2012 | Groclin      |                         |
| 7  | ŚP | Polska    | Michał Ciarkowski    | 21   | 2008 | 2   | 0  | bd   | Groclin      | Wypożyczony             |
| 7  | LS | Polska    | Janusz Gancarczyk    | 26   | 2010 | 31  | 1  | 2012 | bd           |                         |
| 8  | ŚP | Brazylia  | Marcelo Sarvas       | 29   | 2009 | 28  | 2  | 2011 | bd           | odszedł 19 stycznia     |
| 9  | N  | Polska    | Euzebiusz Smolarek   | 30   | 2010 | 23  | 7  | 2012 | Wolny        |                         |
| 10 | PS | Polska    | Adrian Mierzejewski  | 24   | 2009 | 69  | 11 | 2011 | bd           |                         |
| 11 | ŚO | Polska    | Marek Sokołowski     | 32   | 2008 | 38  | 2  | 2010 | Groclin      | odszedł 31 grudnia 2010 |
| 13 | ŚO | Polska    | Łukasz Skrzyński     | 33   | 2008 | 46  | 0  | 2011 | Wolny        | Odszedł 31 grudnia 2010 |
| 13 | PO | Polska    | Adam Kokoszka        | 24   | 2011 | 11  | 0  | 2011 | Wypożyczenie |                         |
| 14 | LS | Polska    | Mariusz Zasada       | 28   | 2006 | 80  | 3  | bd   | bd           | Wypożyczony             |
| 15 | LS | Białoruś  | Dzmitryj Rekisz      | 22   | 2011 | 0   | 0  | 2011 | Wypożyczenie | [ 22 ]                  |
| 16 | DP | Hiszpania | Andreu               | 27   | 2010 | 34  | 1  | 2011 | bd           |                         |
| 17 | N  | Polska    | Łukasz Teodorczyk    | 19   | 2010 | 6   | 0  | 2011 | bd           |                         |
| 18 | ŚP | Polska    | Łukasz Trałka        | 27   | 2009 | 67  | 6  | 2012 | 300 tys. zł  |                         |
| 19 | N  | Polska    | Daniel Gołębiewski   | 23   | 2009 | 53  | 11 | 2011 | bd           |                         |
| 20 | ŚP | Polska    | Patryk Rachwał       | 30   | 2010 | 12  | 0  | 2013 | Wolny        |                         |
| 21 | ŚO | Polska    | Maciej Sadlok        | 21   | 2010 | 10  | 0  | 2013 | 2,7 mln zł   |                         |
| 22 | LO | Polska    | Tomasz Brzyski       | 29   | 2010 | 38  | 2  | 2012 | 300 tys. zł  |                         |
| 23 | N  | Polska    | Paweł Wszołek        | 18   | 2009 | 7   | 0  | 2013 | bd           |                         |
| 24 | ŚO | Polska    | Daniel Kokosiński    | 25   | 2009 | 3   | 0  | 2012 | bd           | Przesunięty do rezerw   |
| 24 | PO | Polska    | Jakub Tosik          | 24   | 2010 | 23  | 0  | 2013 | Wolny        |                         |
| 25 | N  | Polska    | Damian Jaroń         | 20   | 2006 | 9   | 0  | bd   | Wychowanek   | Wypożyczony             |
| 26 | N  | Polska    | Krystian Feciuch     | 21   | 2008 | 3   | 0  | bd   | Groclin      | Wypożyczony             |
| 28 | ŚP | Polska    | Łukasz Piątek        | 25   | 2004 | 121 | 13 | 2011 | Wychowanek   |                         |
| 29 | BR | Polska    | Arkadiusz Onyszko    | 37   | 2010 | 0   | 0  | 2012 | Wolny        | Nerki                   |
| 30 | BR | Polska    | Łukasz Skowron       | 19   | 2009 | 0   | 0  | bd   | bd           |                         |
| 31 | ŚP | Polska    | Daniel Mąka          | 22   | 2005 | 92  | 14 | 2011 | Wychowanek   | Wypożyczony             |
| 32 | LS | Brazylia  | Bruno                | 24   | 2010 | 27  | 6  | 2013 | 200 tys. €   |                         |
| 33 | ŚO | Polska    | Daniel Ciach         | 20   | 2008 | 2   | 0  | 2012 | Groclin      |                         |
| 44 | N  | Serbia    | Milan Nikolić        | 23   | 2009 | 19  | 2  | 2012 | bd           | Odszedł 24 listopada    |
| 44 | ŚP | Serbia    | Miloš Adamović       | 22   | 2011 | 3   | 0  | 2011 | Wypożyczenie |                         |
| 81 | BR | Polska    | Sebastian Przyrowski | 29   | 2008 | 73  | 0  | 2012 | Groclin      |                         |
| 90 | N  | Polska    | Artur Sobiech        | 20   | 2010 | 23  | 9  | 2013 | 3,9 mln zł   |                         |
| ?  | ŚO | Polska    | Tomasz Wełna         | 20   | 2006 | 0   | 0  | bd   | Wychowanek   |                         |
| ?  | ŚO | Polska    | Rafał Zembrowski     | 19   | 2007 | 0   | 0  | 2013 | Wychowanek   |                         |

Uwagi:
- zawodnicy, przy których cenie podano Groclin są byłymi zawodnikami tego zespołu, którzy zasilili Polonię w efekcie zakupu Groclinu przez Józefa Wojciechowskiego
- uwzględniono mecze i gole ligowe wyłącznie dla Polonii
- Obrazek  oznacza kontuzję, w miarę możliwości podano czego jest to kontuzja

Źródła: ksppolonia.pl, 90minut.pl, Skarb kibica. Liga polska. Część 2. Ekstraklasa – jesień 2010/11, 6 sierpnia 2010, s. 100-105, Skarb kibica. Liga polska. Część 1. Ekstraklasa – wiosna 2010/11, 25 lutego 2011, s. 98

### Transfery

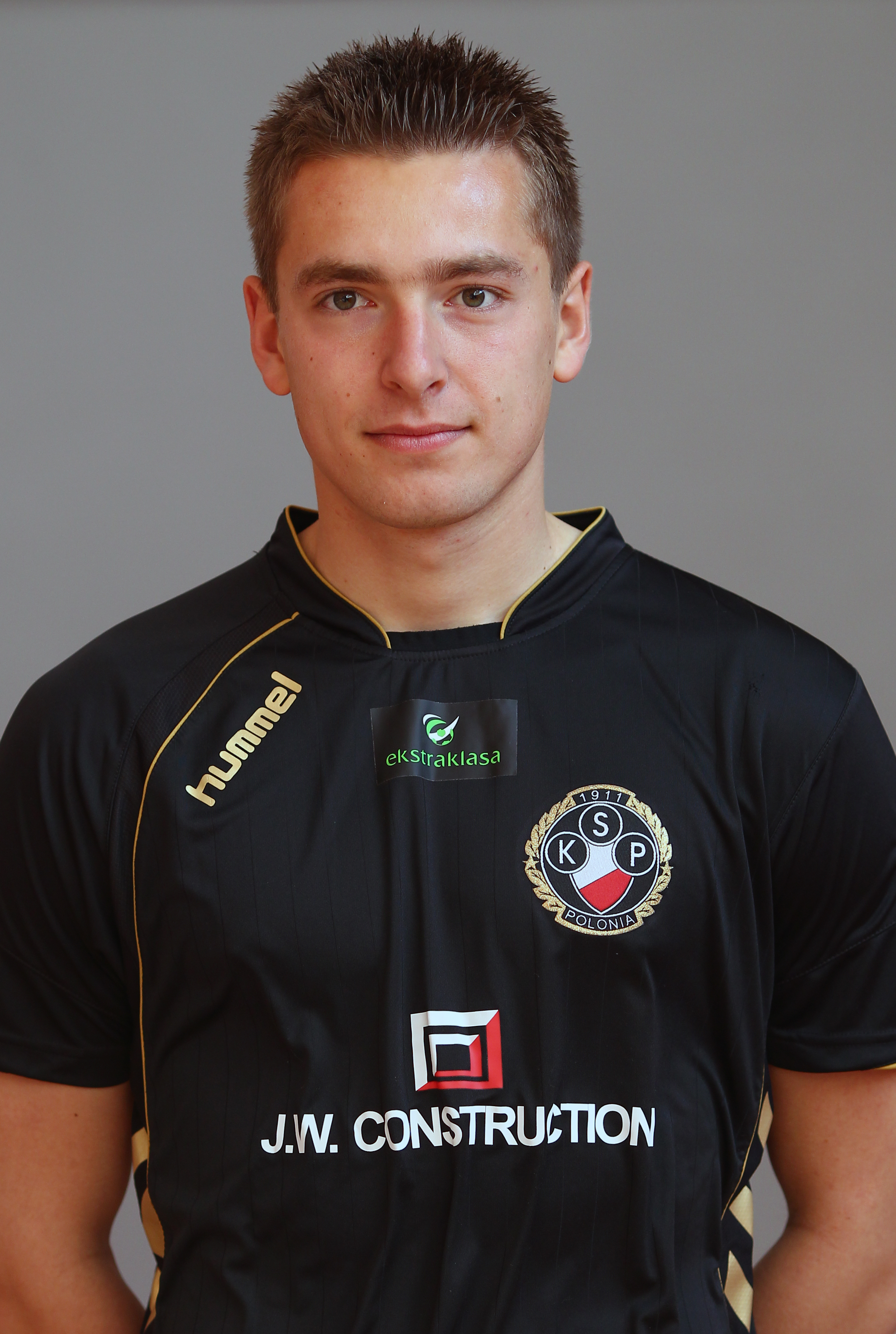
Artur Sobiech – najdroższy pozyskany zawodnik, kwota transferu to 3,9 mln zł

#### Do Polonii
| Nr | P  | Nar      | Imię i nazwisko    | Wiek | Z                     | Typ          | Okienko | Do   | Kwota      |
| -- | -- | -------- | ------------------ | ---- | --------------------- | ------------ | ------- | ---- | ---------- |
| 32 | LS | Brazylia | Bruno              | 24   | Jagiellonia Białystok | Transfer     | Letnie  | 2013 | 200 tys. € |
| 29 | BR | Polska   | Arkadiusz Onyszko  | 37   | Odra Wodzisław Śląski | Transfer     | Letnie  | 2012 | Wolny      |
| 3  | ŚO | Polska   | Dariusz Pietrasiak | 30   | GKS Bełchatów         | Transfer     | Letnie  | 2013 | Wolny      |
| 20 | ŚP | Polska   | Patryk Rachwał     | 30   | GKS Bełchatów         | Transfer     | Letnie  | 2013 | Wolny      |
| 24 | PO | Polska   | Jakub Tosik        | 23   | GKS Bełchatów         | Transfer     | Letnie  | 2013 | Wolny      |
| 9  | N  | Polska   | Euzebiusz Smolarek | 30   | AO Kavala             | Transfer     | Letnie  | 2012 | Wolny      |
| 90 | N  | Polska   | Artur Sobiech      | 20   | Ruch Chorzów          | Transfer     | Letnie  | 2013 | 3,9 mln zł |
| 21 | ŚO | Polska   | Maciej Sadlok      | 21   | Ruch Chorzów          | Transfer     | Letnie  | 2013 | 2,7 mln zł |
| 13 | ŚO | Polska   | Adam Kokoszka      | 24   | Empoli                | Wypożyczenie | Zimowe  | 2011 | n/a        |
| 5  | ŚO | Serbia   | Đorđe Čotra        | 26   | FK Rad                | Transfer     | Zimowe  | 2013 | 300 tys. € |
| 44 | ŚP | Serbia   | Miloš Adamović     | 22   | Sheriff Tyraspol      | Wypożyczenie | Zimowe  | 2011 | n/a        |
| 15 | LS | Białoruś | Dzmitryj Rekisz    | 22   | Dynamo Mińsk          | Wypożyczenie | n/a     | 2011 | n/a        |

Źródła: ksppolonia.pl, 90minut.pl, Skarb kibica. Liga polska. Część 2. Ekstraklasa – jesień 2010/11, 6 sierpnia 2010, s. 100-105, Skarb kibica. Liga polska. Część 1. Ekstraklasa – wiosna 2010/11, 25 lutego 2011, s. 98

#### Z Polonii
| Nr | P  | Nar                | Imię i nazwisko  | Wiek | Do                         | Typ                   | Okienko | Kwota |
| -- | -- | ------------------ | ---------------- | ---- | -------------------------- | --------------------- | ------- | ----- |
| 8  | N  | Macedonia Północna | Filip Iwanowski  | 25   | Ethnikos Achna             | Koniec kontraktu      | Letnie  | n/a   |
| 15 | ŚP | Polska             | Igor Kozioł      | 35   | n/a                        | Koniec kariery        | Letnie  | n/a   |
| 99 | BR | Polska             | Radosław Majdan  | 38   | n/a                        | Koniec kariery        | Letnie  | n/a   |
| bd | N  | Chile              | César Cortés     | 27   | Everton de Viña del Mar    | Rozwiązanie kontraktu | Letnie  | n/a   |
| bd | N  | Węgry              | Tamás Kulcsár    | 28   | Debreceni VSC              | Rozwiązanie kontraktu | Letnie  | n/a   |
| 25 | N  | Polska             | Damian Jaroń     | 20   | GKP Gorzów Wielkopolski    | Wypożyczenie          | Letnie  | n/a   |
| 14 | ŚP | Polska             | Mariusz Zasada   | 28   | Górnik Łęczna              | Wypożyczenie          | Letnie  | n/a   |
| bd | ŚO | Polska             | Maciej Sadlok    | 21   | Ruch Chorzów               | Wypożyczenie          | Letnie  | n/a   |
| 44 | N  | Serbia             | Milan Nikolić    | 23   | Wolny agent                | Rozwiązanie kontraktu | n/a     | n/a   |
| 5  | ŚO | Polska             | Piotr Dziewicki  | 31   | Dolcan Ząbki               | Koniec kontraktu      | Zimowe  | n/a   |
| 11 | ŚP | Polska             | Marek Sokołowski | 32   | Podbeskidzie Bielsko-Biała | Koniec kontraktu      | Zimowe  | n/a   |
| 13 | ŚO | Polska             | Łukasz Skrzyński | 33   | Wolny agent                | Koniec kontraktu      | Zimowe  | n/a   |
| 8  | ŚP | Brazylia           | Marcelo Sarvas   | 29   | LD Alajuelense             | Rozwiązanie kontraktu | Zimowe  | n/a   |
| 25 | N  | Polska             | Damian Jaroń     | 20   | Wisła Płock                | Wypożyczenie          | n/a     | n/a   |

Źródła: ksppolonia.pl, 90minut.pl, Skarb kibica. Liga polska. Część 2. Ekstraklasa – jesień 2010/11, 6 sierpnia 2010, s. 100-105

### Rozegrane mecze

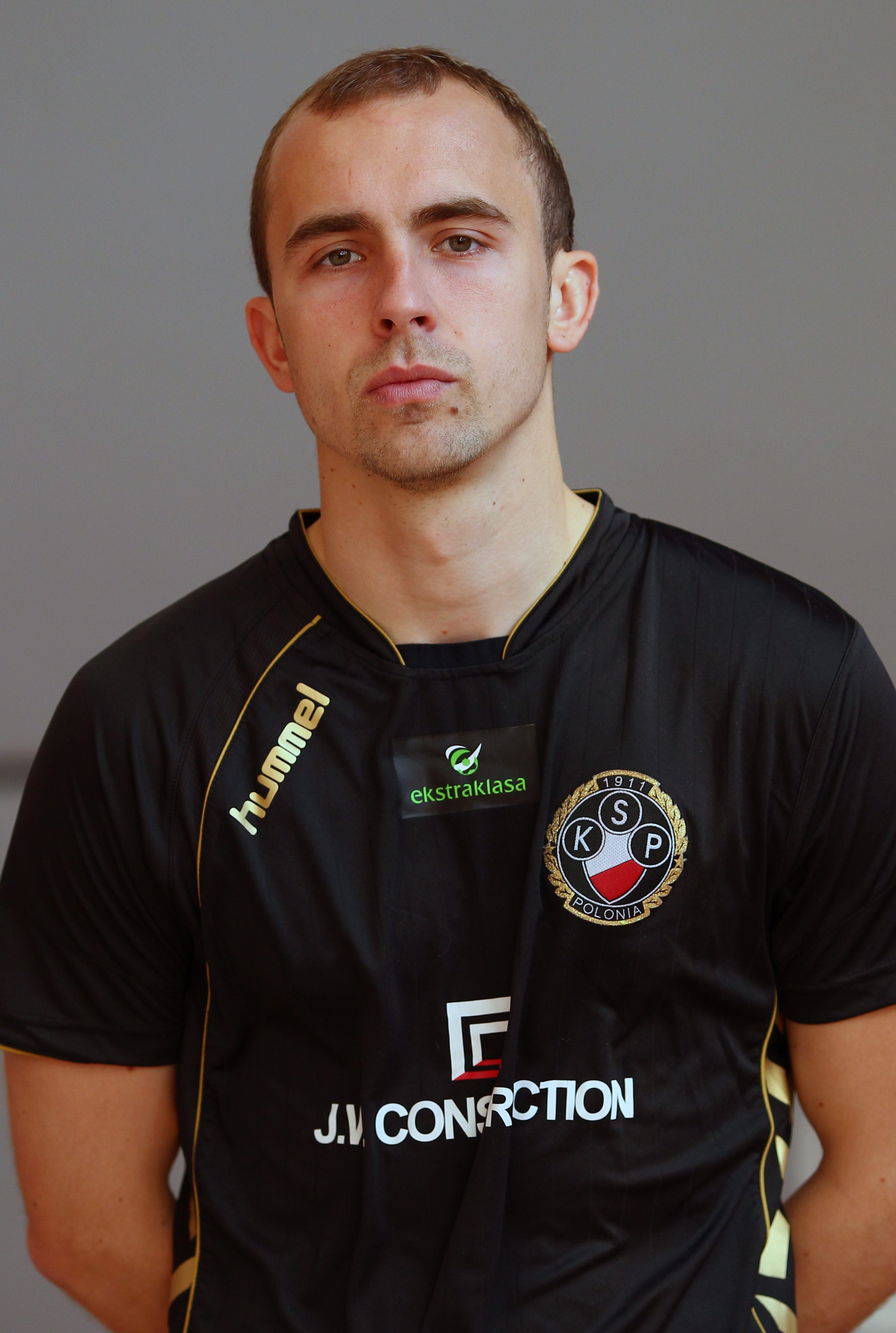
Adrian Mierzejewski – zawodnik z największą liczbą rozegranych spotkań w sezonie – 31, w tym 27 w lidze

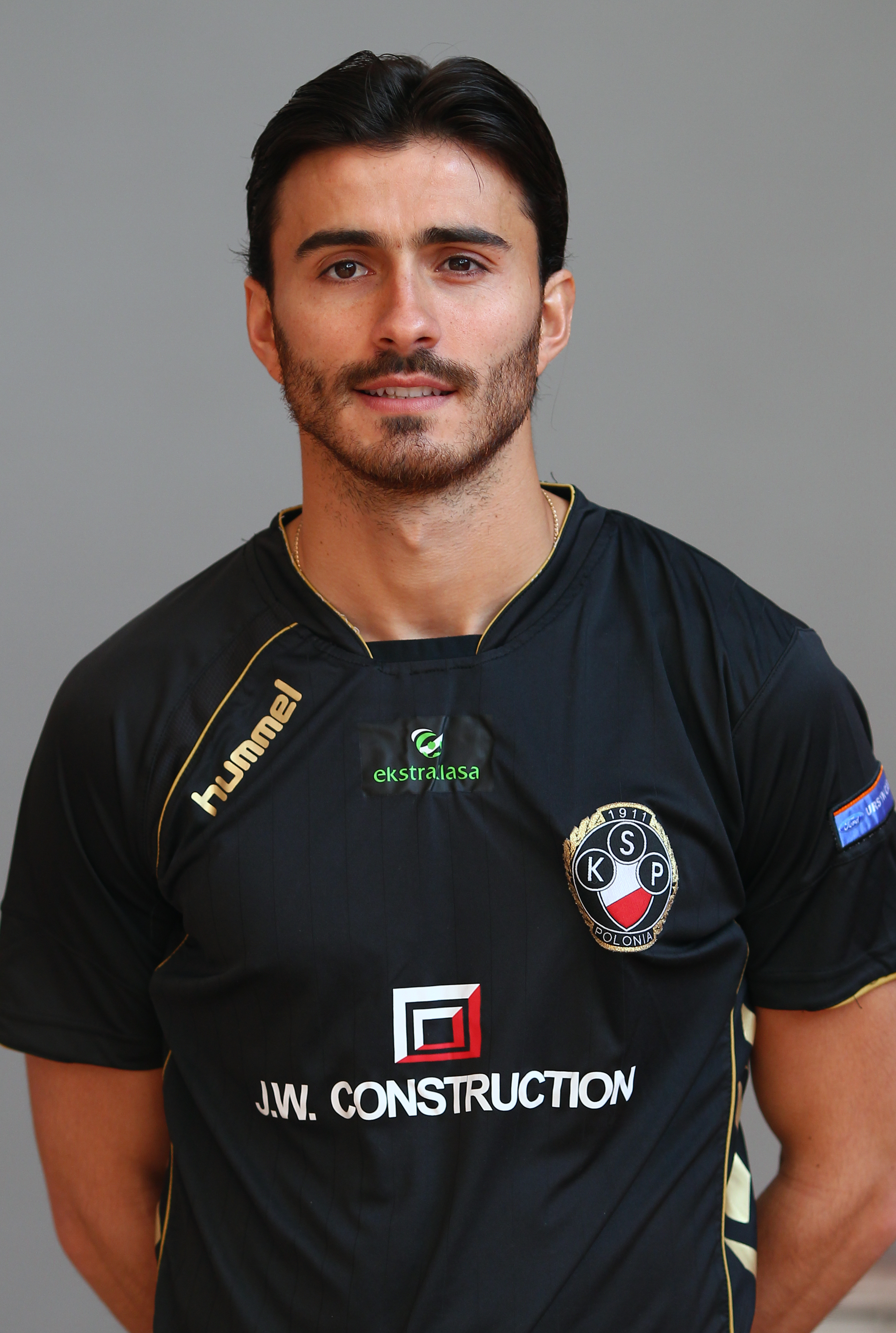
Bruno Coutinho – zawodnik z największą liczbą rozegranych spotkań w sezonie – 31, w tym 27 w lidze

| Nr | P  | Nar       | Imię i nazwisko      | Suma  | Suma   | Liga  | Liga   | Puchar | Puchar |
| Nr | P  | Nar       | Imię i nazwisko      | Mecze | Bramki | Mecze | Bramki | Mecze  | Bramki |
| -- | -- | --------- | -------------------- | ----- | ------ | ----- | ------ | ------ | ------ |
| 1  | BR | Polska    | Michał Gliwa         | 10    | 0      | 8     | 0      | 2      | 0      |
| 2  | PO | Czechy    | Radek Mynář          | 12    | 0      | 12    | 0      | 0      | 0      |
| 3  | ŚO | Polska    | Dariusz Pietrasiak   | 21    | 1      | 18    | 1      | 3      | 0      |
| 5  | ŚO | Polska    | Piotr Dziewicki      | 5     | 0      | 3     | 0      | 2      | 0      |
| 5  | ŚO | Serbia    | Đorđe Čotra          | 7     | 0      | 5     | 0      | 2      | 0      |
| 6  | ŚO | Polska    | Tomasz Jodłowiec     | 23    | 0      | 21    | 0      | 2      | 0      |
| 7  | LS | Polska    | Janusz Gancarczyk    | 22    | 1      | 19    | 1      | 3      | 0      |
| 8  | ŚP | Brazylia  | Marcelo Sarvas       | 6     | 0      | 4     | 0      | 2      | 0      |
| 9  | N  | Polska    | Euzebiusz Smolarek   | 26    | 7      | 23    | 7      | 3      | 0      |
| 10 | PS | Polska    | Adrian Mierzejewski  | 31    | 8      | 27    | 7      | 4      | 1      |
| 11 | ŚO | Polska    | Marek Sokołowski     | 3     | 0      | 3     | 0      | 0      | 0      |
| 13 | ŚO | Polska    | Łukasz Skrzyński     | 8     | 0      | 7     | 0      | 1      | 0      |
| 13 | ŚO | Polska    | Adam Kokoszka        | 12    | 1      | 11    | 0      | 1      | 1      |
| 16 | DP | Hiszpania | Andreu               | 23    | 0      | 22    | 0      | 1      | 0      |
| 17 | N  | Polska    | Łukasz Teodorczyk    | 7     | 1      | 6     | 0      | 1      | 1      |
| 18 | ŚP | Polska    | Łukasz Trałka        | 29    | 3      | 26    | 3      | 3      | 0      |
| 19 | N  | Polska    | Daniel Gołębiewski   | 31    | 4      | 27    | 4      | 4      | 0      |
| 20 | ŚP | Polska    | Patryk Rachwał       | 14    | 0      | 12    | 0      | 2      | 0      |
| 21 | ŚO | Polska    | Maciej Sadlok        | 12    | 0      | 10    | 0      | 2      | 0      |
| 22 | LO | Polska    | Tomasz Brzyski       | 27    | 1      | 25    | 1      | 2      | 0      |
| 23 | N  | Polska    | Paweł Wszołek        | 7     | 0      | 7     | 0      | 0      | 0      |
| 24 | PO | Polska    | Jakub Tosik          | 26    | 0      | 23    | 0      | 3      | 0      |
| 28 | ŚP | Polska    | Łukasz Piątek        | 25    | 2      | 23    | 2      | 2      | 0      |
| 32 | LS | Brazylia  | Bruno                | 31    | 7      | 27    | 6      | 4      | 1      |
| 44 | LS | Serbia    | Miloš Adamović       | 4     | 0      | 3     | 0      | 1      | 0      |
| 81 | BR | Polska    | Sebastian Przyrowski | 24    | 0      | 22    | 0      | 2      | 0      |
| 90 | N  | Polska    | Artur Sobiech        | 27    | 9      | 23    | 9      | 4      | 0      |

Źródła: 90minut.pl, Skarb kibica. Ekstraklasa. Jesień 2010. Podsumowanie, 11 grudnia 2010, s. 28-29

### Strzelcy

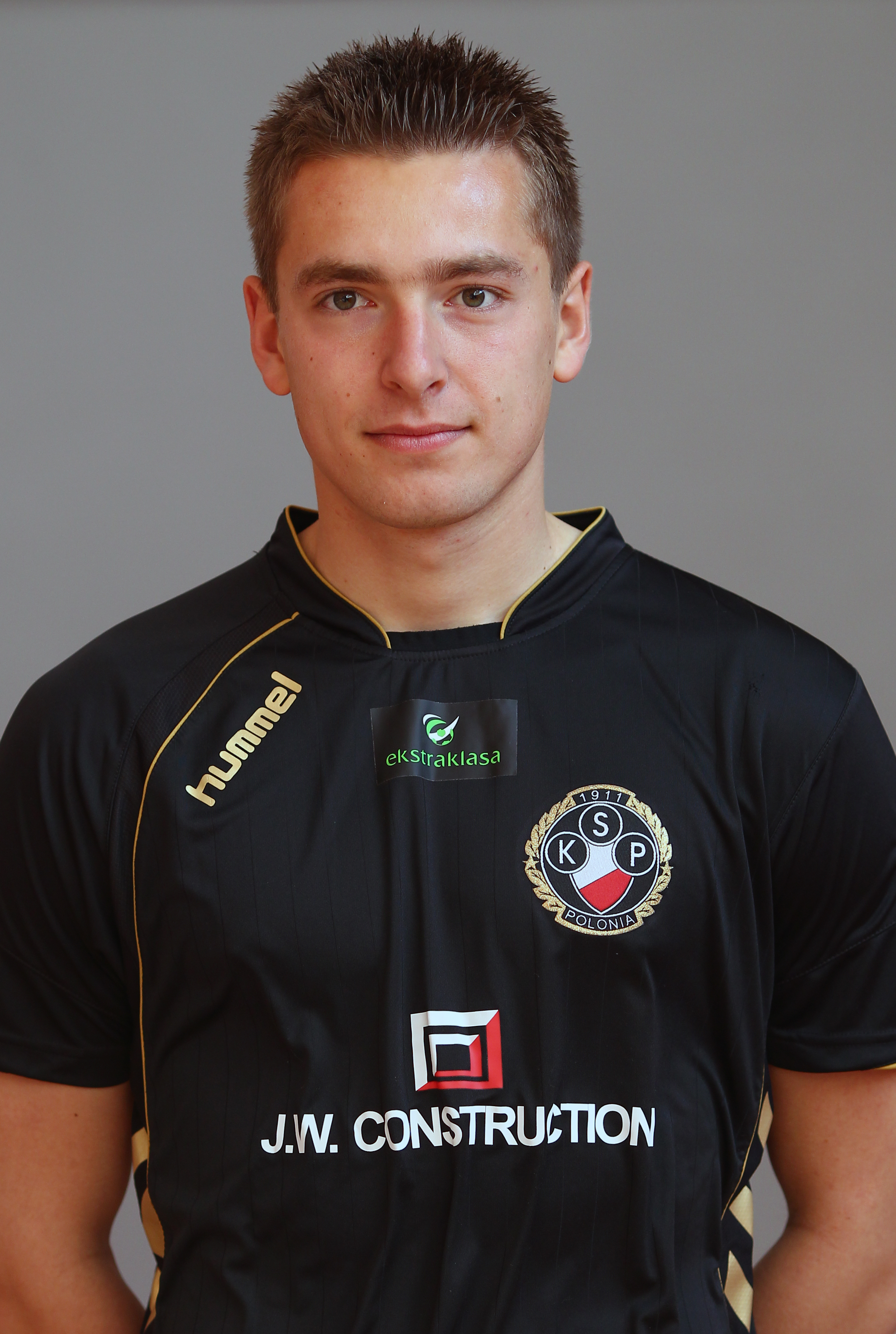
Najlepszy strzelec Polonii w sezonie – Artur Sobiech – 9 goli

| Nr | P  | Nar      | Imię i nazwisko     | Ekstraklasa | Puchar | Suma |
| -- | -- | -------- | ------------------- | ----------- | ------ | ---- |
| 90 | N  | Polska   | Artur Sobiech       | 9           | 0      | 9    |
| 10 | PS | Polska   | Adrian Mierzejewski | 7           | 1      | 8    |
| 9  | N  | Polska   | Euzebiusz Smolarek  | 7           | 0      | 7    |
| 32 | LS | Brazylia | Bruno               | 6           | 1      | 7    |
| 19 | N  | Polska   | Daniel Gołębiewski  | 4           | 0      | 4    |
| 18 | ŚP | Polska   | Łukasz Trałka       | 3           | 0      | 3    |
| 28 | ŚP | Polska   | Łukasz Piątek       | 2           | 0      | 1    |
| 3  | ŚO | Polska   | Dariusz Pietrasiak  | 1           | 0      | 1    |
| 7  | LS | Polska   | Janusz Gancarczyk   | 1           | 0      | 1    |
| 13 | ŚO | Polska   | Adam Kokoszka       | 0           | 1      | 1    |
| 17 | N  | Polska   | Łukasz Teodorczyk   | 0           | 1      | 1    |
| 22 | LO | Polska   | Tomasz Brzyski      | 1           | 0      | 1    |
| nd | nd | nd       | Samobój             | 0           | 1      | 1    |

Źródła: 90minut.pl, Skarb kibica. Ekstraklasa. Jesień 2010. Podsumowanie, 11 grudnia 2010, s. 28-29

### Kartki
| Nr | P  | Nar       | Imię i nazwisko      |   |   |
| -- | -- | --------- | -------------------- | - | - |
| 32 | LS | Brazylia  | Bruno                | 8 | 1 |
| 18 | ŚP | Polska    | Łukasz Trałka        | 8 | 0 |
| 24 | PO | Polska    | Jakub Tosik          | 8 | 0 |
| 90 | N  | Polska    | Artur Sobiech        | 5 | 1 |
| 10 | PS | Polska    | Adrian Mierzejewski  | 5 | 0 |
| 20 | ŚP | Polska    | Patryk Rachwał       | 5 | 0 |
| 22 | LO | Polska    | Tomasz Brzyski       | 5 | 0 |
| 19 | N  | Polska    | Daniel Gołębiewski   | 4 | 0 |
| 6  | ŚO | Polska    | Tomasz Jodłowiec     | 3 | 1 |
| 3  | ŚO | Polska    | Dariusz Pietrasiak   | 3 | 0 |
| 16 | DP | Hiszpania | Andreu               | 3 | 0 |
| 7  | LS | Polska    | Janusz Gancarczyk    | 2 | 0 |
| 13 | ŚO | Polska    | Adam Kokoszka        | 2 | 0 |
| 21 | ŚO | Polska    | Maciej Sadlok        | 2 | 0 |
| 44 | LS | Serbia    | Miloš Adamović       | 2 | 0 |
| 9  | N  | Polska    | Euzebiusz Smolarek   | 1 | 1 |
| 1  | BR | Polska    | Michał Gliwa         | 1 | 0 |
| 2  | PO | Czechy    | Radek Mynář          | 1 | 0 |
| 8  | ŚP | Brazylia  | Marcelo Sarvas       | 1 | 0 |
| 23 | N  | Polska    | Paweł Wszołek        | 1 | 0 |
| 81 | BR | Polska    | Sebastian Przyrowski | 1 | 0 |

Źródła: 90minut.pl, Skarb kibica. Ekstraklasa. Jesień 2010. Podsumowanie, 11 grudnia 2010, s. 28-29

## Sztab szkoleniowy i władze klubu

### Sztab szkoleniowy
| Funkcja                         | Osoba             |
| ------------------------------- | ----------------- |
| Trener                          | Jacek Zieliński   |
| Asystent                        | Marek Zub         |
| Trener bramkarzy                | Radosław Majdan   |
| Trener przygotowania fizycznego | Tomasz Rybarczyk  |
| Kierownik drużyny               | Igor Gołaszewski  |
| Lekarz                          | Jacek Jaroszewski |
| Masażysta                       | Paweł Bamber      |
| Masażysta                       | Wojciech Spałek   |
| Masażysta                       | Magdalena Broda   |
| Analiza gry                     | Piotr Stokowiec   |

Źródło: ksppolonia.pl

### Władze klubu
| Funkcja                      | Osoba               |
| ---------------------------- | ------------------- |
| Prezes Zarządu               | Józef Wojciechowski |
| Członek Zarządu              | Piotr Ciszewski     |
| Rada Nadzorcza               | Jerzy Klockowski    |
| Rada Nadzorcza               | Wojciech Gradek     |
| Rada Nadzorcza               | Maciej Gnoiński     |
| Rada Nadzorcza               | Norbert Kotala      |
| Rada Nadzorcza               | Józef Oleksy        |
| Rada Nadzorcza               | Maciej Świderski    |
| Dyrektor Generalna           | Monika Listkiewicz  |
| Rzecznik Prasowy             | Jakub Krupa         |
| Kierownik ds. bezpieczeństwa | Roman Kowalski      |
| Szef skautingu               | Marek Citko         |

Źródło: ksppolonia.pl, Skarb kibica. Liga polska. Część 1. Ekstraklasa – wiosna 2010/11, 25 lutego 2011, s. 98

## Rozgrywki

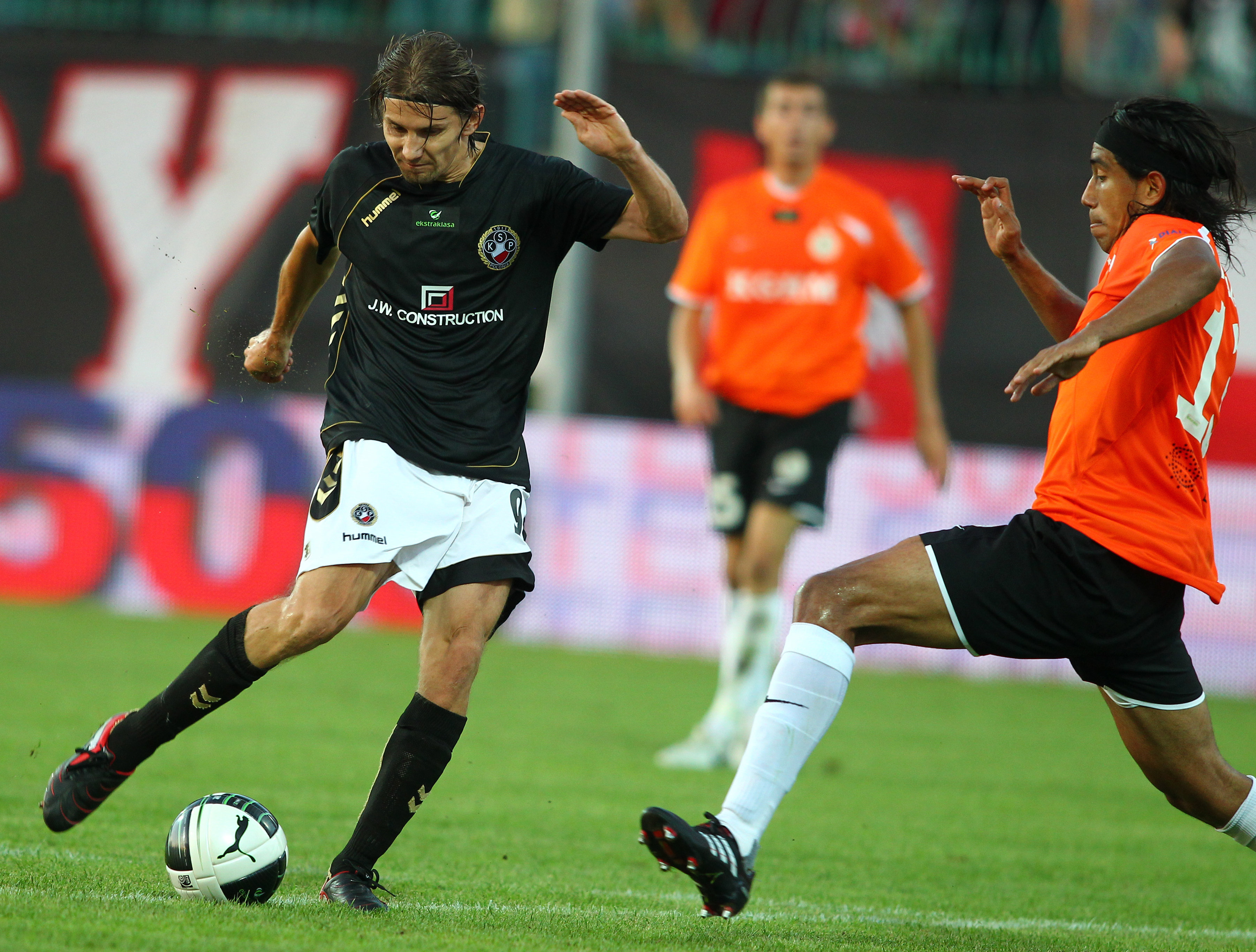
Polonia Warszawa 2:1 KGHM Zagłębie Lubin (20.08.2010)

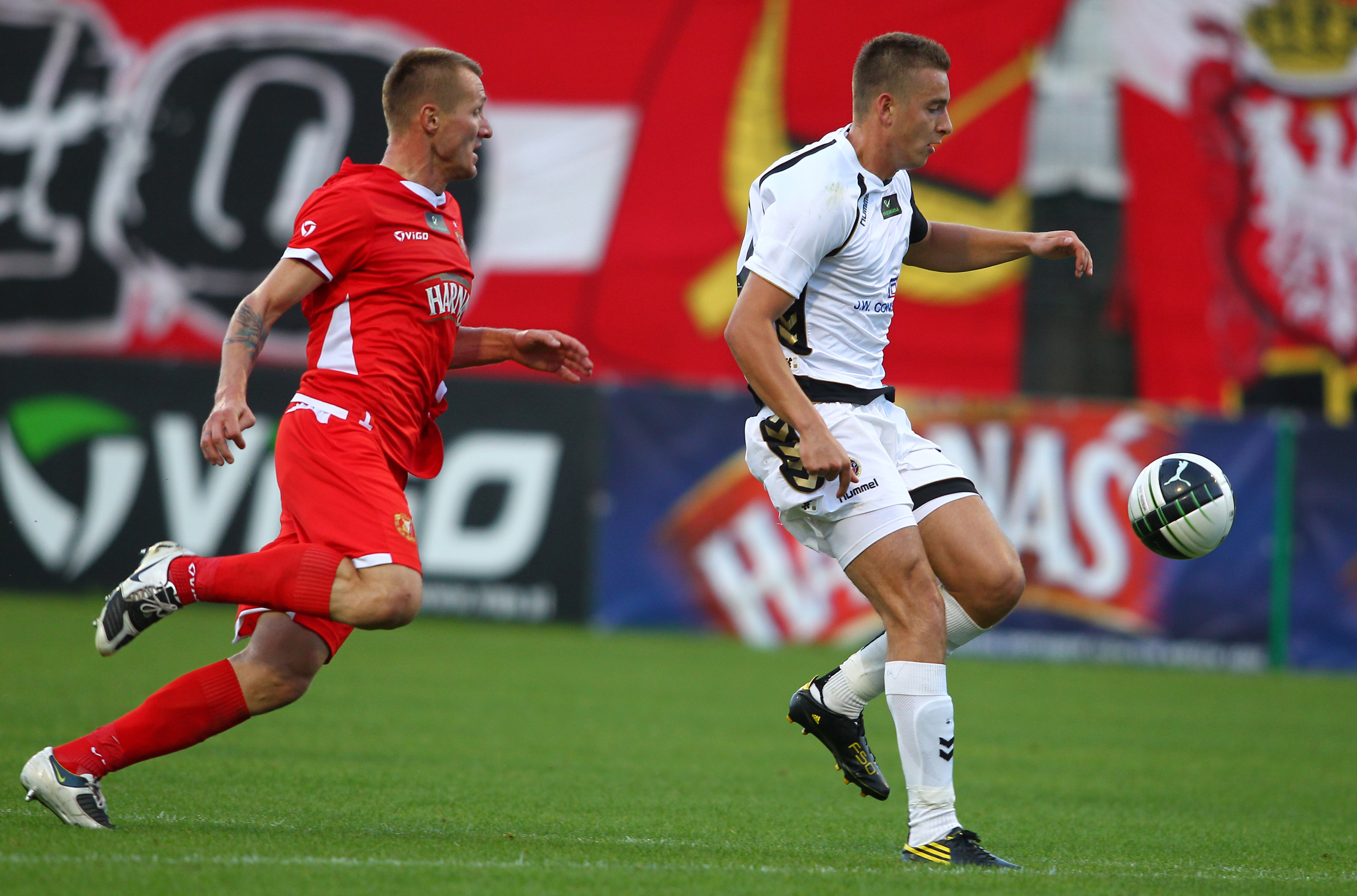
Widzew Łódź 0:0 Polonia Warszawa (28.08.2010)

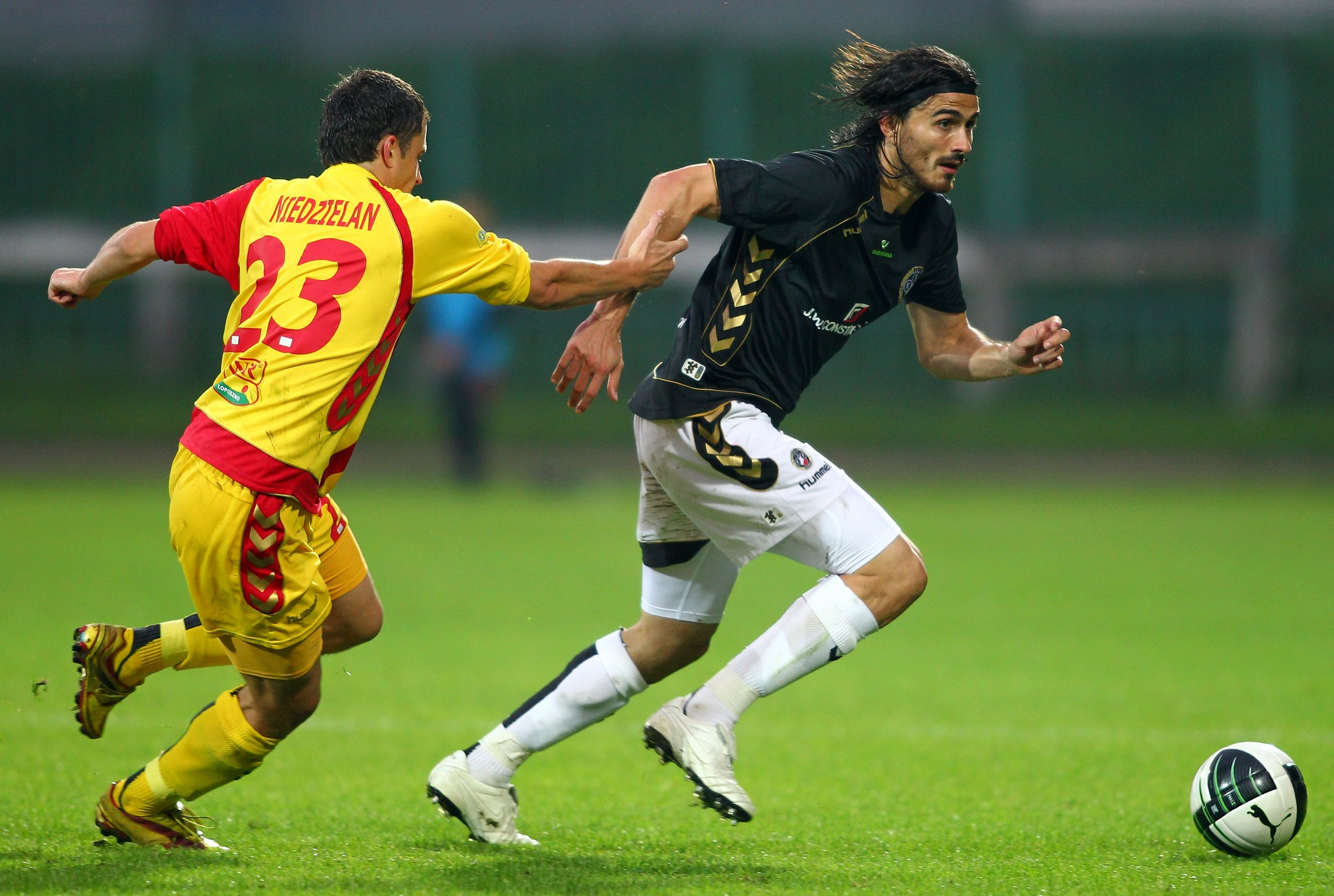
Polonia Warszawa 1:3 Korona Kielce (12.09.2010)

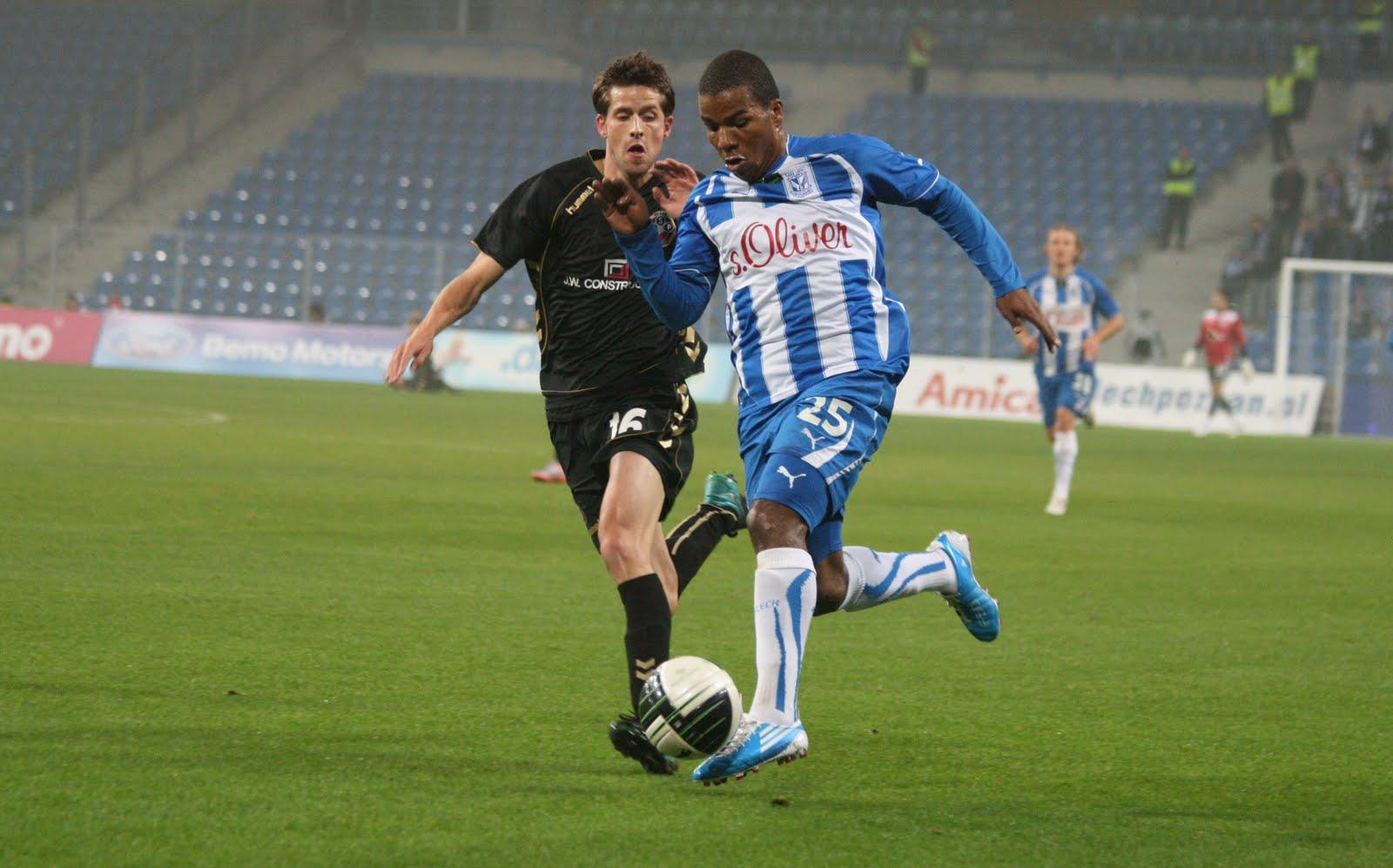
Lech Poznań 2:2 Polonia Warszawa (10.11.2010)

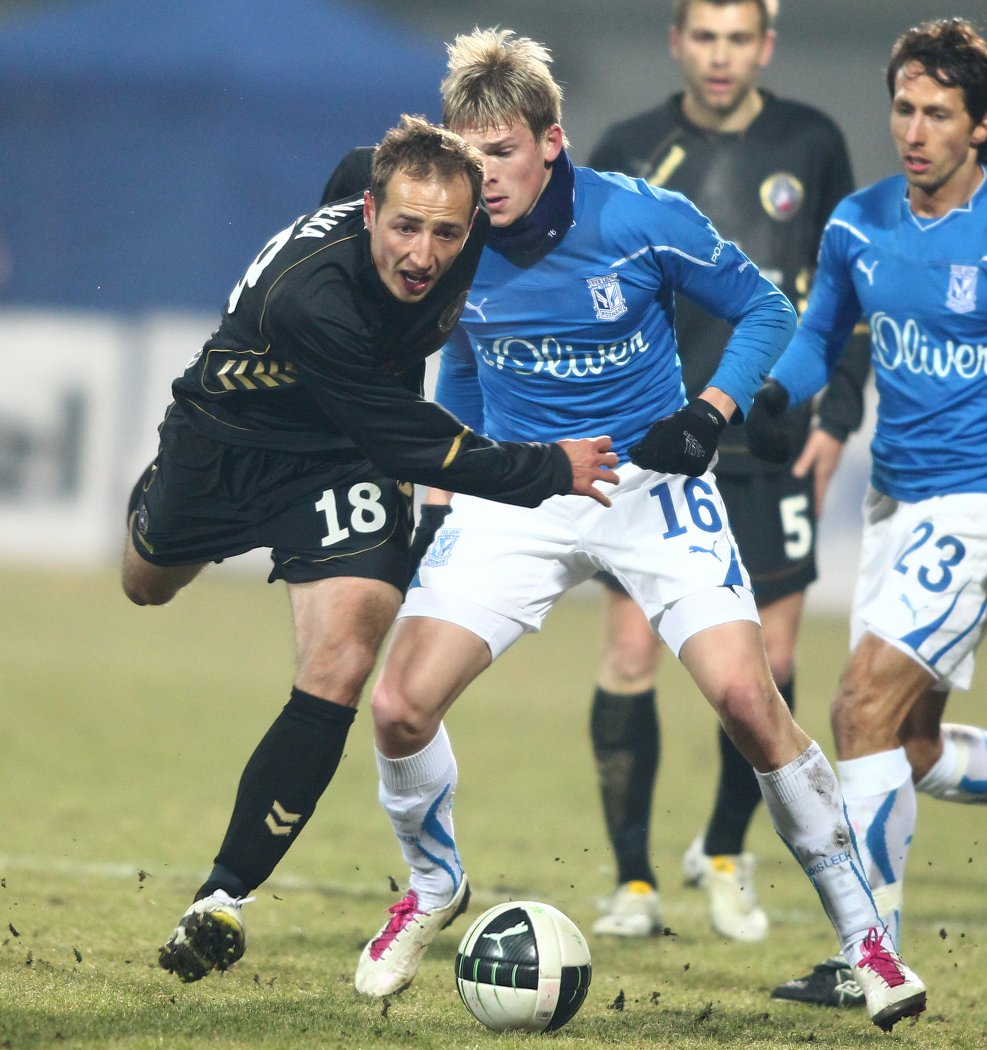
Polonia Warszawa 1:0 Lech Poznań (8.04.2011)

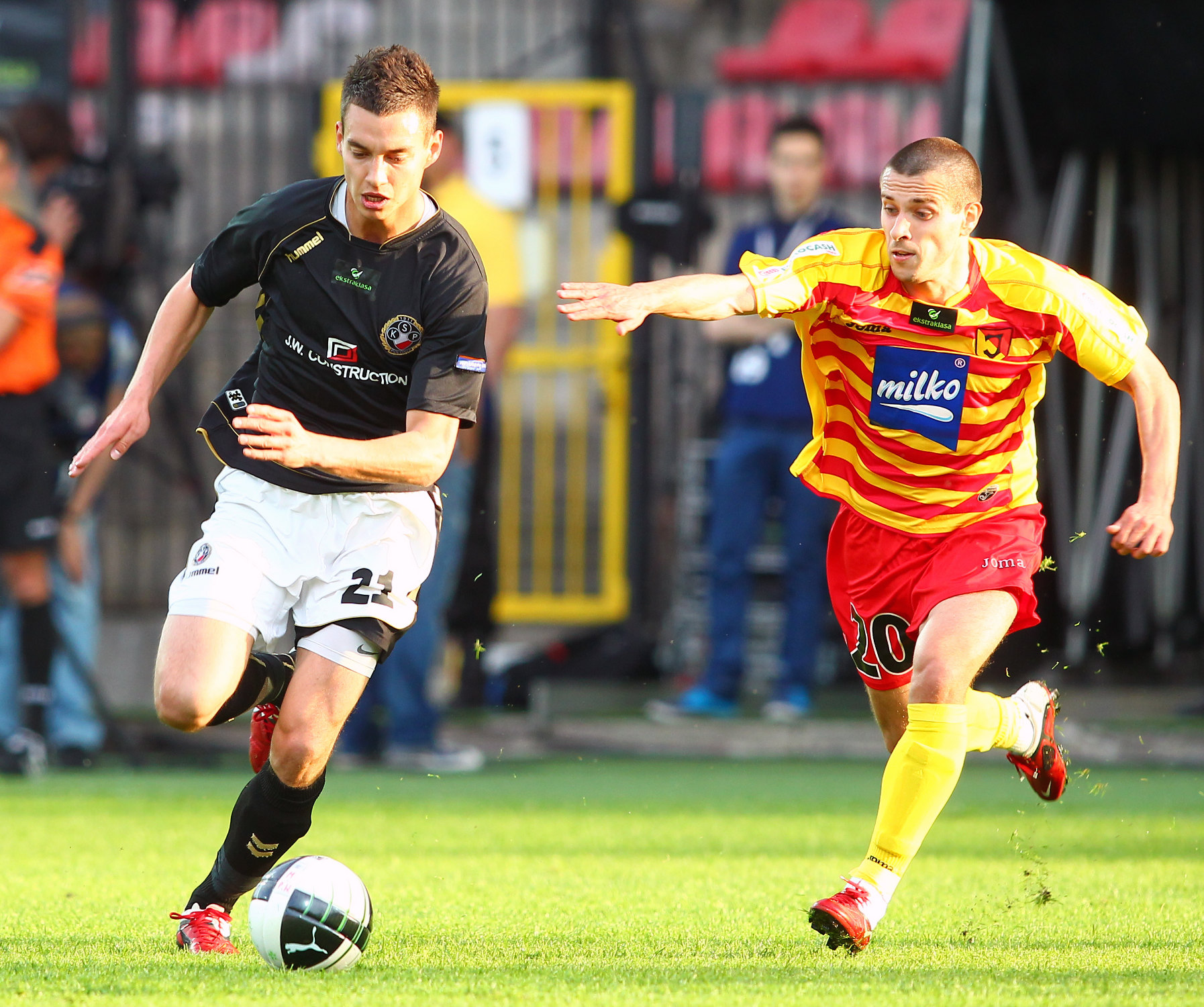
Polonia Warszawa 2:0 Jagiellonia Białystok (10.05.2011)

### Liga
| Nr | Data                 | K  | Miejsce | Rywal                 | Wynik | Raport |
| -- | -------------------- | -- | ------- | --------------------- | ----- | ------ |
| 1  | 6 sierpnia 2010      | 1  | W       | Górnik Zabrze         | 2:0   | Raport |
| 2  | 13 sierpnia 2010     | 2  | D       | Legia Warszawa        | 3:0   | Raport |
| 3  | 20 sierpnia 2010     | 3  | D       | Zagłębie Lubin        | 2:1   | Raport |
| 4  | 28 sierpnia 2010     | 4  | W       | Widzew Łódź           | 0:0   | Raport |
| 5  | 12 września 2010     | 5  | D       | Korona Kielce         | 1:3   | Raport |
| 7  | 25 września 2010     | 7  | D       | Polonia Bytom         | 2:2   | Raport |
| 8  | 2 października 2010  | 8  | W       | Arka Gdynia           | 0:0   | Raport |
| 9  | 16 października 2010 | 9  | W       | Śląsk Wrocław         | 2:2   | Raport |
| 10 | 23 października 2010 | 10 | D       | Cracovia              | 3:0   | Raport |
| 12 | 29 października 2010 | 11 | W       | Jagiellonia Białystok | 0:1   | Raport |
| 13 | 7 listopada 2010     | 12 | D       | Lechia Gdańsk         | 1:2   | Raport |
| 14 | 10 listopada 2010    | 6  | W       | Lech Poznań           | 2:2   | Raport |
| 15 | 13 listopada 2010    | 13 | D       | Ruch Chorzów          | 3:1   | Raport |
| 16 | 21 listopada 2010    | 14 | W       | GKS Bełchatów         | 2:3   | Raport |
| 17 | 28 listopada 2010    | 15 | D       | Wisła Kraków          | 0:1   | Raport |
| 19 | 27 lutego 2011       | 16 | D       | Górnik Zabrze         | 0:0   | Raport |
| 21 | 6 marca 2011         | 17 | W       | Legia Warszawa        | 0:1   | Raport |
| 22 | 13 marca 2011        | 18 | W       | Zagłębie Lubin        | 0:1   | Raport |
| 23 | 19 marca 2011        | 19 | D       | Widzew Łódź           | 0:1   | Raport |
| 24 | 2 kwietnia 2011      | 20 | W       | Korona Kielce         | 3:1   | Raport |
| 25 | 8 kwietnia 2011      | 21 | D       | Lech Poznań           | 1:0   | Raport |
| 26 | 16 kwietnia 2011     | 22 | W       | Polonia Bytom         | 2:0   | Raport |
| 27 | 23 kwietnia 2011     | 23 | D       | Arka Gdynia           | 4:0   | Raport |
| 28 | 30 kwietnia 2011     | 24 | D       | Śląsk Wrocław         | 0:1   | Raport |
| 29 | 7 maja 2011          | 25 | W       | Cracovia              | 1:3   | Raport |
| 30 | 10 maja 2011         | 26 | D       | Jagiellonia Białystok | 2:0   | Raport |
| 31 | 14 maja 2011         | 27 | W       | Lechia Gdańsk         | 0:0   | Raport |
| 32 | 22 maja 2011         | 28 | W       | Ruch Chorzów          | 3:0   | Raport |
| 33 | 25 maja 2011         | 29 | D       | GKS Bełchatów         | 0:0   | Raport |
| 34 | 29 maja 2011         | 30 | W       | Wisła Kraków          | 2:0   | Raport |

- Gole Polonii podano w pierwszej kolejności

### Puchar Polski
| Nr | Data                 | R    | Miejsce | Rywal          | Wynik | Raport |
| -- | -------------------- | ---- | ------- | -------------- | ----- | ------ |
| 6  | 21 września 2010     | 1/16 | W       | Znicz Pruszków | 1:0   | Raport |
| 11 | 26 października 2010 | ⅛    | W       | KSZO Ostrowiec | 2:0   | Raport |
| 18 | 20 lutego 2011       | ¼    | W       | Lech Poznań    | 1:0   | Raport |
| 20 | 2 marca 2011         | ¼    | D       | Lech Poznań    | 1:2   | Raport |

- Gole dla Polonii podano w pierwszej kolejności

## Statystyki trenerskie
| Trener           | Kraj      | Od               | Do               | Ogółem | Ogółem | Ogółem | Ogółem | Ogółem |
| Trener           | Kraj      | Od               | Do               | M      | Z      | R      | P      | Win %  |
| ---------------- | --------- | ---------------- | ---------------- | ------ | ------ | ------ | ------ | ------ |
| José Mari Bakero | Hiszpania | początek sezonu  | 13 września 2010 | 5      | 3      | 1      | 1      | 60.00  |
| Paweł Janas      | Polska    | 13 września 2010 | 3 stycznia 2011  | 12     | 4      | 4      | 4      | 33.33  |
| Theo Bos         | Holandia  | 6 stycznia 2011  | 13 marca 2011    | 5      | 1      | 1      | 3      | 20.00  |
| Piotr Stokowiec  | Polska    | 13 marca 2011    | 23 marca 2011    | 1      | 0      | 0      | 1      | 00.00  |
| Jacek Zieliński  | Polska    | 24 marca 2011    | końca sezonu     | 11     | 7      | 2      | 2      | 63.64  |